# Gauliga Danzig-Westpreußen 1942/43
De Gauliga Danzig-Westpreußen 1942/43 was het derde voetbalkampioenschap van de Gauliga Danzig-Westpreußen. SV Neufahrwasser werd kampioen en plaatste zich voor de eindronde om de Duitse landstitel, maar werd daar in de eerste ronde uitgeschakeld. 
Titelverdediger HUS Marienwerder trok zich in december 1942 vrijwillig uit de competitie terug. Ook SG Ordnungspolizei Danzig trok zich terug. 

## Eindstand
HUS Marienwerder trok zich op 2 januari 1943 terug, de reeds gespeelde wedstrijden (2 overwinningen, tien nederlagen) werden geschrapt. Op 30 januari 1943 trok ook SG OrPo Danzig zich terug, ook deze uitslagen werden geschrapt (drie overwinningen, drie gelijke spelen en vijf nederlagen). 
| Plaats | Club                      | Wed.           | W              | G              | V              | Saldo          | Ptn.           |
| ------ | ------------------------- | -------------- | -------------- | -------------- | -------------- | -------------- | -------------- |
| 1.     | SV Neufahrwasser 1919     | 16             | 13             | 1              | 2              | 59:25          | 27             |
| 2.     | LSV Danzig                | 16             | 13             | 0              | 3              | 65:25          | 26             |
| 3.     | SC Preußen 1909 Danzig    | 15             | 8              | 2              | 5              | 44:33          | 18             |
| 4.     | SV Thorn                  | 13             | 8              | 0              | 5              | 35:32          | 16             |
| 5.     | SG Bromberg               | 14             | 7              | 1              | 6              | 27:29          | 15             |
| 6.     | BuEV Danzig               | 14             | 6              | 0              | 8              | 23:25          | 12             |
| 7.     | SV Viktoria Elbing        | 15             | 5              | 2              | 8              | 31:31          | 12             |
| 8.     | Post-SG Danzig            | 13             | 1              | 2              | 10             | 22:50          | 4              |
| 9.     | SC Wacker Schidlitz       | 16             | 0              | 2              | 14             | 17:73          | 2              |
| 10.    | HUS Marienwerder          | Teruggetrokken | Teruggetrokken | Teruggetrokken | Teruggetrokken | Teruggetrokken | Teruggetrokken |
| 11.    | SG Ordnungspolizei Danzig | Teruggetrokken | Teruggetrokken | Teruggetrokken | Teruggetrokken | Teruggetrokken | Teruggetrokken |

|  | Kampioen, geplaatst voor nationale eindronde |
|  | Degradatie play-off                          |
|  | Degradatie                                   |

### Degradatie play-off
Post SG Danzig speelde tegen de nummer drie uit de promotie-eindronde van de tweedeklassers.
Heen
|                  |             |       |                |          |
| 15 augustus 1943 | SC Graudenz | 1 – 3 | Post-SG Danzig | Graudenz |
| 15 augustus 1943 |             |       |                | Graudenz |

Terug
|                  |                |       |             |        |
| 29 augustus 1943 | Post-SG Danzig | 4 – 2 | SC Graudenz | Danzig |
| 29 augustus 1943 |                |       |             | Danzig |